# Русско-Бродский район
Русско-Бродский район — административно-территориальная единица в Центрально-Чернозёмной, Курской и Орловской областях РСФСР, существовавшая в 1928—1963 годах. Административный центр — село Русский Брод.
Район был образован 30 июля 1928 года в составе Елецкого округа Центрально-Чернозёмной области.
13 июня 1934 года после ликвидации Центрально-Чернозёмной области район вошёл в состав вновь образованной Курской области.
27 сентября 1937 года район в составе вновь образованной Орловской области.
9 февраля 1963 года район был упразднён, его территория, в настоящее время, вошла в состав Верховского муниципального района.